# كلوديا رومو إيدلمان
كلوديا رومو إيدلمان (بالإسبانية: Claudia González Romo)‏ هي دبلوماسية مكسيكية، ولدت في 14 يناير 1971 في المكسيك.